# Mammillaria carmenae
Mammillaria carmenae (укр. Мамілярія Кармен) — сукулентна рослина з роду мамілярія родини кактусових.

## Етимологія

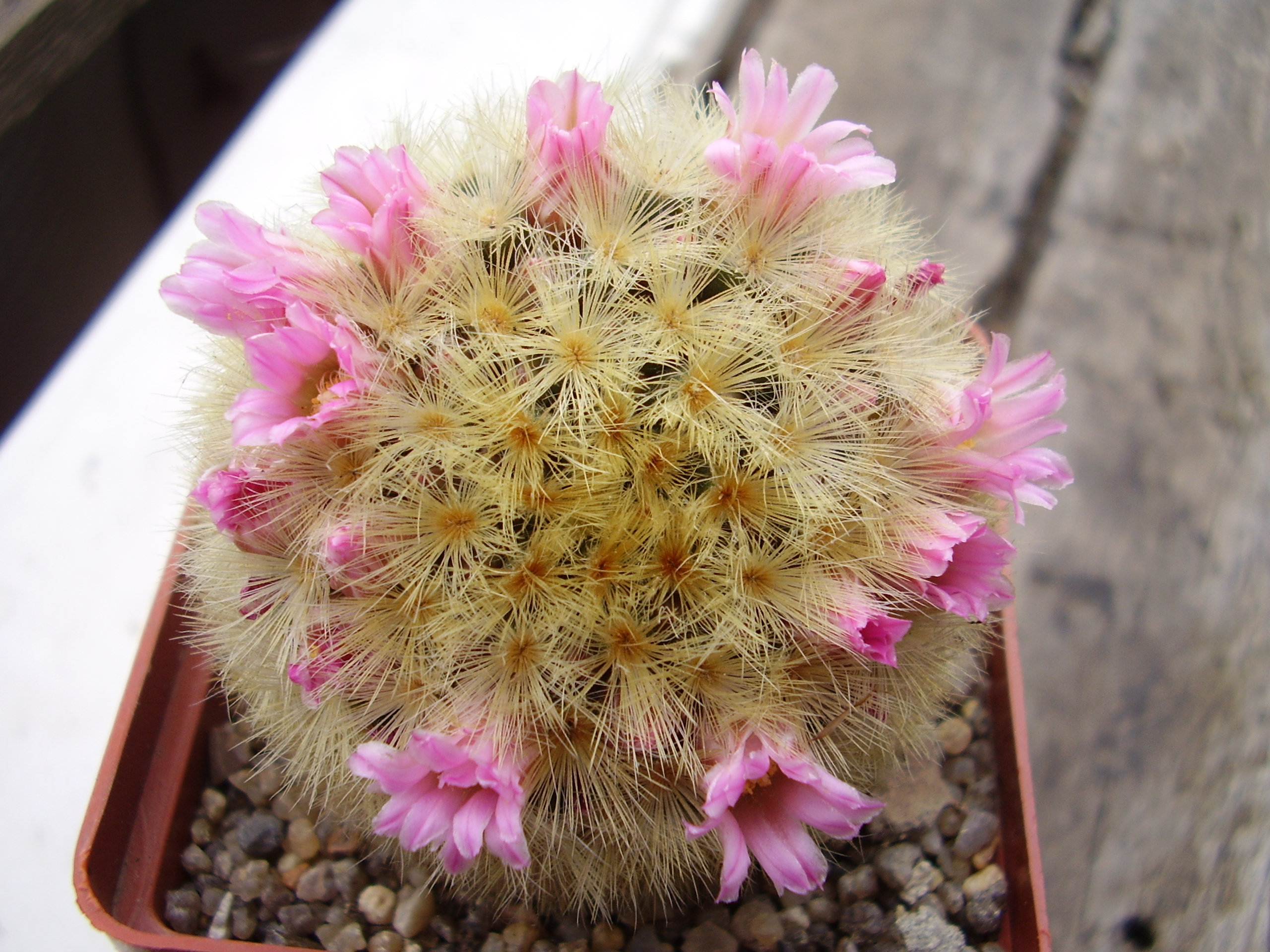
Mammillaria carmenae з колекції Юрія Шостака, Миколаїв, Україна

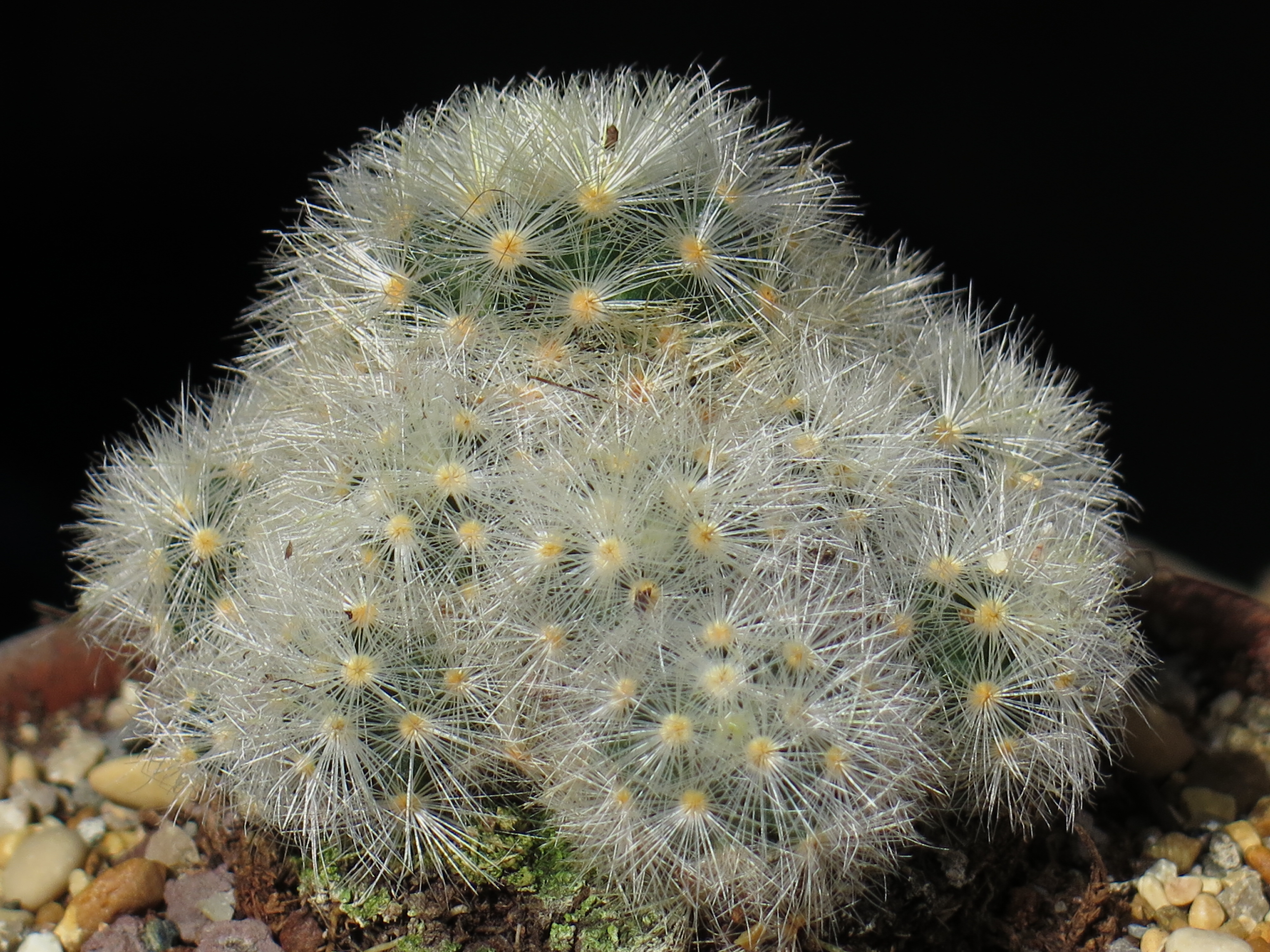

Видова назва носить ім'я Кармен Гонсалез-Кастанеди, дружини відкривача виду Марселіно Кастанеди.

## Історія
Цей вид дуже довго входив в культуру після того, як був вперше описаний в 1953. Незабаром після опису він був забутий через загибель культурних зразків, поки Альфред Лау не відкрив його заново у природі у 1977 році. Після цього рослина швидко стала доступниою через сіянці (а також завдяки майстру по щепленням з Англії, Дереку Десборофу, який виробив за рік 100 рослин, щеплених від одного з сіянців).

## Ареал
Ареал зростання — Мексика, штат Тамауліпас — від 850 до 1 900 метрів над рівнем моря. Рослини зустрічаються зростаючими на північній стороні кам'янистих зсувів, в тріщинах між камінням.

## Морфологічний опис
Рослина росте групами.
| Орган              | Опис |
| Коріння            | |
| Стебло             | кулясте до яйцеподібного, 4-10 см заввишки, 3-4 см в діаметрі. |
| Епідерміс          | |
| Маміли             | конічні, без молочного соку. |
| Ареоли             | |
| Аксили             | з пухом, щетинисті. |
| Центральні колючки | немає. |
| Радіальні колючки  | численні, понад 100, білі або блідо-жовті, або тепер в культурі все більш жовті з червоно-коричневими кінцями, до 5 мм завдовжки.                                                        |
| Квіти              | білі, до рожевих або блідо-рожевих, до 11 мм завдовжки і в діаметрі. |
| Бутони             | |
| Зовнішні пелюстки  | |
| Внутрішні пелюстки | |
| Тичинки            | |
| Маточка            | |
| Плоди              | завдовжки 6 мм, зеленуваті, або як описано у Реппенхагена - сірі або білі. Плоди знаходяться під колючками - тому витягуючи їх треба бути обережним, щоб не пошкодити при цьому колючки. |
| Насіння            | чорне. |

У культурі часто зустрічаються гібриди, особливо в деяких голландських розплідниках.
Має схожість з Mammillaria laui, яка відрізняється кольором колючок і квітів.

## Охоронні заходи
Mammillaria carmenae входить до Червоного Списку Міжнародного Союзу Охорони Природи на межі зникнення (CR).
Має дуже невеликий ареал, площею менш ніж 100 км², де розташовані дві субпопуляції. Головною загрозою є незаконний збір, який впливає на обидві субпопуляції.
Мешкає у біосферному заповіднику Алтас Кумбрес (ісп. Altas Cumbres). У Мексиці ця рослина занесена до національного переліку видів, що перебувають під загрозою зникнення, де він включений до категорії «під загрозою зникнення».
Охороняється Конвенцією про міжнародну торгівлю видами дикої фауни і флори, що перебувають під загрозою зникнення (CITES).